# Macrofamilia papú occidental
La macrofamilia papú occidental es una propuesta tentativa de Malcolm Ross para la clasificación de lenguas papúes. Incluye las lenguas papúes occidentales (propiamente dichas) de Papúa occidental, las lenguas de Halmahera, las lenguas de Doberai oriental-sentani de Papúa y las lenguas yawanas de la isla Yapen en la bahía de Cenderawasih.

## Clasificación
Las familias bien definidas, que formarían parte de la macrofamilia papú occidental serían:
- Papú occidental
- Yawa
- Doberai oriental-sentani

## Descripción lingüística
La macrofamilia papú occidental se basa en algunas semejanzas como la ocurrencia del pronombre de primera persona *da o *di para el singular ('yo') y m- para la primera persona plural exclusiva ('nosotros, yo y él'), que aparecen en las tres ramas excepto en el Amberbaken que es una rama aislada del papú occidental.

### Pronombres
La evidencia pronominal que conecta las tres familias es al menos tan fuerte como la evidencia usada para clasificar el Borai-Hattam dentro del papú occidental. Los pronombres relevantes son 'yo', 'tú' y 'nosotros' (exclusivo):
| Familia         | 'yo'      | 'tú'          | 'nosotros'   |
| --------------- | --------- | ------------- | ------------ |
| Papú occidental | *da, *di- | *na, *ni, *a- | *mam, *mi    |
| Doberai-Sentani | *da, *di  | *ba~wa, *bi   | *meme, *me   |
| Yawano          | *rei      | *wein         | (imama etc.) |
Todas las formas con *d- para 'yo' y *m- para 'nosotros'. La mayor parte de las formas del yawano para 'nosotros' también tienen m-, tales como imama, pero son demasiado diversas para facilitar su reconstrucción. Además el Doberai-Sentani y el yawano tienen labiales para la forma 'tú'.